# Arbroathdeklarationen
Arbroathdeklarationen (Declaration of Arbroath eller Scottish Declaration of Independence) är en skrivelse ställd till påven Johannes XXII daterad 6 april 1320, i vilken Skottlands självständighet och suveränitet utropades. Deklarationen var en del i en större diplomatisk kampanj vilken syftade till att säkra Skottlands ställning som ett kungadöme i stället för ett feodalt styrt område under engelsk överhöghet samt att häva bannlysningen av Robert the Bruce (Robert I). Påven hade år 1305 erkänt Edvard I:s anspråk på överstyre över Skottland och Robert the Bruce blev bannlyst av påven för mordet på sin konkurrent till kungatronen, John "Red" Comyn, år 1306. Deklarationen undertecknades av 51 adelsmän och magnater. Bland undertecknarna finns: James Lord of Douglas, Duncan Earl of Fife, William Earl of Sutherland, Sir Gilbert Hay of Errol, Sir Adam Gordon, Sir Alexander Seton av Seton, Sir William Oliphant, Walter Steward of Scotland, Sir Henry St.Clair of Roslyn.
Den kanske mest kända översättningen från originalmanuskriptets latin till engelska har gjorts av Sir James Fergusson, före detta Keeper of the Records of Scotland och innefattar det förmodligen mest citerade stycket ur deklarationen:
...for, as long as but a hundred of us remain alive, never will we on any conditions be brought under English rule. It is in truth not for glory, nor riches, nor honours that we are fighting, but for freedom – for that alone, which no honest man gives up but with life itself.
Sedan mitten på 1980-talet högtidlighålls minnet av the Declaration of Arbroath i Skottland och av människor med skotsk härkomst världen över den 6 april varje år - den så kallade Tartan Day.